# Harold Smith (tuffatore)
Edwin Harold Smith, noto anche con il soprannome Dutch, (Ontario, 19 febbraio 1909 – La Jolla, 5 marzo 1958), è stato un tuffatore statunitense. Ha rappresentato gli Stati Uniti d'America ai Giochi olimpici di Amsterdam 1928 e Los Angeles 1932, vincendo una medaglia d'oro ed una d'argento.

## Palmarès
- Giochi olimpici

Los Angeles 1932: oro nella piattaforma 10 m e argento nel trampolino 3 m